# Hormozgán
Provincie Hormozgán ( persky استان هرمزگان‎) je jedna z íránských provincií. Má rozlohu 70 697 km². Hlavním městem je přístavní město Bandar Abbás.Součástí provincie je i 14 ostrovů v Perském zálivu. Délka pobřeží je přibližně 1000 km.

## Geografie
Provincie je převážně hornatá. Zasahuje do ní jižní cíp pohoří Zagros. Klima je velmi horké a vlhké, s letními teplotami nad 49 stupňů Celsia. Hustota srážek je malá.

## Hospodářství
V provincii se nachází 11 přístavů, 5 vnitrostátních a 3 mezinárodní letiště. Ekonomika je zaměřena hlavně na lov ryb (30 % podílu na íránském trhu).